# Budu (peuple)
Pour les articles homonymes, voir Budu.
Les Budu sont une population d'Afrique centrale vivant en République démocratique du Congo dans la Province orientale démembrée. 

## Langue
Leur langue est le budu, une langue bantoue, dont le nombre de locuteurs était estimé à 180 000 en 1991.

## Culture

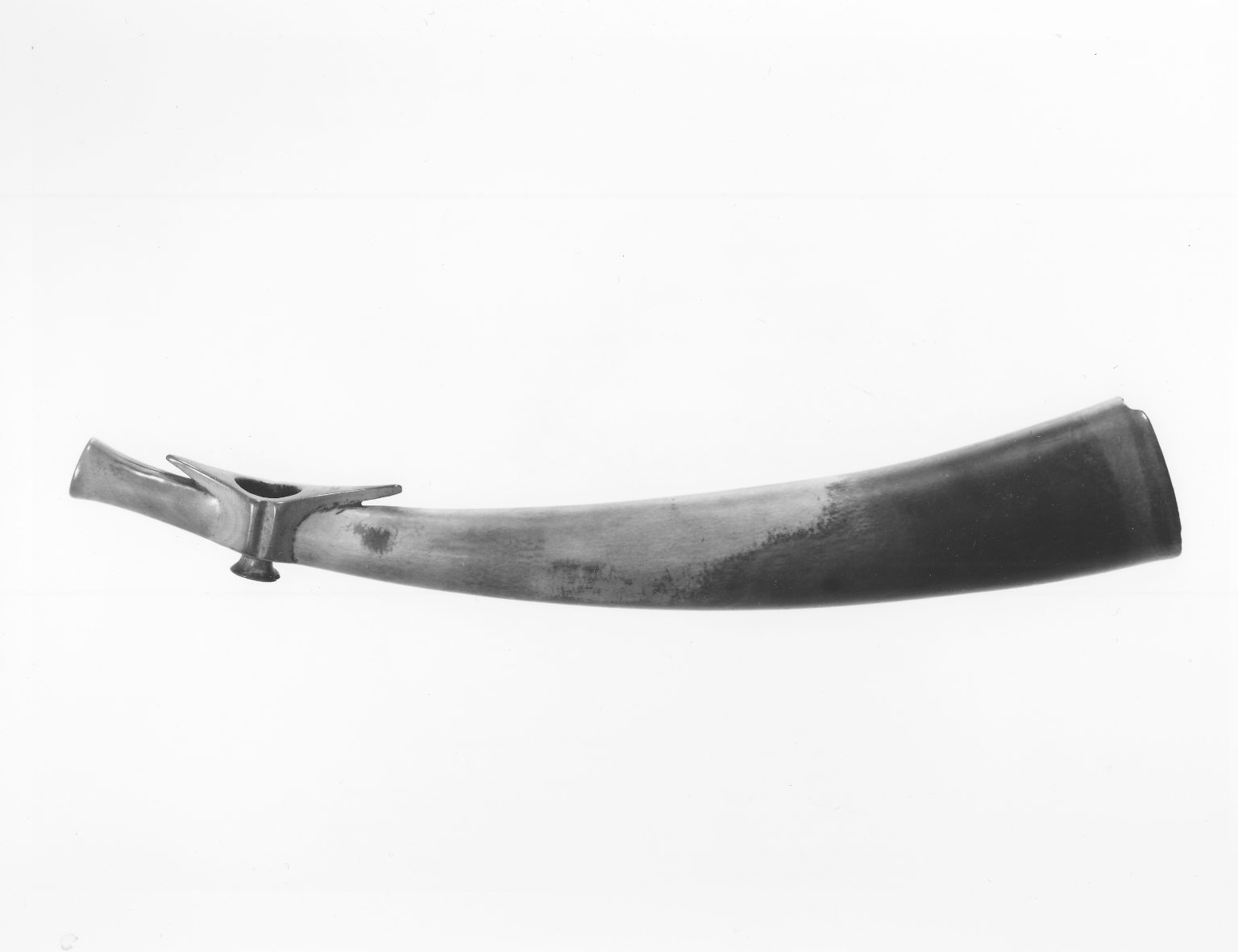
Trompe en ivoire à embouchure latérale

### Discographie
- (en) Hugh Tracey (dir.), On the edge of the Ituri forest : northeastern Belgian Congo : 1952, Congo : Budu, Mbuti, Mangbele, Nande, Bira, Stichting Sharp Wood Productions, Utrecht ; International Library of African Music, Grahamstown (Afrique du Sud), 1998, 61 min 57 s (CD + livret)